# Russian Doll
Pour l’article homonyme, voir Poupée russe (série télévisée).
Pour plus de détails, voir Fiche technique et Distribution.
Russian Doll est un film australien réalisé par Stavros Kazantzidis, sorti en 2001.

## Synopsis
Harvey, un détective privé qui rêve de devenir romancier, découvre en enquêtant sur un cas d'adultère que le professeur qu'il surveille trompe sa femme avec sa propre petite amie. Harvey sombre dans la déprime et désespère encore plus de son idée romantique du couple quand son meilleur ami Ethan, dont il pensait qu'il filait le parfait amour avec son épouse Miriam, lui apprend qu'il a une liaison avec Katia, une jeune Russe. Le visa de Katia arrive à expiration et Ethan propose à Harvey de se marier avec elle pour qu'elle puisse rester en Australie. Harvey accepte à contrecœur car l'argent que lui propose Ethan va lui permettre de rester chez lui pour écrire son roman. Cependant, peu après son mariage, Harvey tombe amoureux de Katia.

## Fiche technique
- Réalisation : Stavros Kazantzidis
- Scénario : Stavros Kazantzidis et Allanah Zitserman
- Photographie : Justin Brickle
- Montage : Andrew Macneil
- Musique : Mark Rivett, bande son Natalia Koroleva[1]
- Pays d'origine :  Australie
- Langue originale : anglais, russe
- Format : couleur - 1,85:1 - stéréo
- Genre : comédie dramatique
- Durée : 90 minutes
- Dates de sortie : 
  -  Australie : 14 juin 2001

## Distribution
- Hugo Weaving : Harvey
- Natalia Novikova : Katia
- David Wenham : Ethan
- Rebecca Frith (en) : Miriam
- Sacha Horler (en) : Liza
- Helen Dallimore (en) : Allison

## Accueil critique
Le film obtient 48 % de critiques positives, avec une note moyenne de 4,8/10 et sur la base de 25 critiques collectées, sur le site Rotten Tomatoes. Sur Metacritic, il obtient un score de 34/100 sur la base de 10 critiques collectées.

## Distinctions
Le film a remporté l'AACTA Award du meilleur scénario original et Sacha Horler a été nommée pour l'AACTA Award de la meilleure actrice dans un second rôle.